# عدد توان
عدد توان(به انگلیسی: Power number) یک کمیت بدون بعد می باشد که رابطه نیروی مقاوم و نیروی اینرسی را بیان می کند.این کمیت در علوم مختلف به اشکال مختلف تعریف می شود. به عنوان نمونه در مورد همزن ها این عدد به شکل زیر تعریف می شود:
{\displaystyle N_{\mathrm {p} }={P \over \rho n^{3}d^{5}}}
- P: توان
- ρ:چگالی سیال
- n: سرعت دورانی
- d: قطر (هندسه) همزن [۱]